# Dunia Engine
Dunia Engine — игровой движок, разработанный компанией Ubisoft Montreal для своих внутренних проектов и впервые примененный в шутере от первого лица Far Cry 2.
В дальнейшем использовался в других играх, в том числе Far Cry 3, Far Cry 4, Far Cry 5 и Far Cry 6 (в них применяется вторая версия движка — Dunia Engine 2).
Dunia является проприетарным мультиплатформенным игровым движком, который используется Ubisoft лишь для своих, внутренних проектов и не доступен для лицензирования сторонними компаниями. Движок поддерживает DirectX 9, DirectX 10, 11 и 12. Слово «dunia» означает «мир», «земля», «жизнь» на урду, арабском, курдском, фарси, хинди, малайском, индонезийском и тюркских языках.

## История разработки

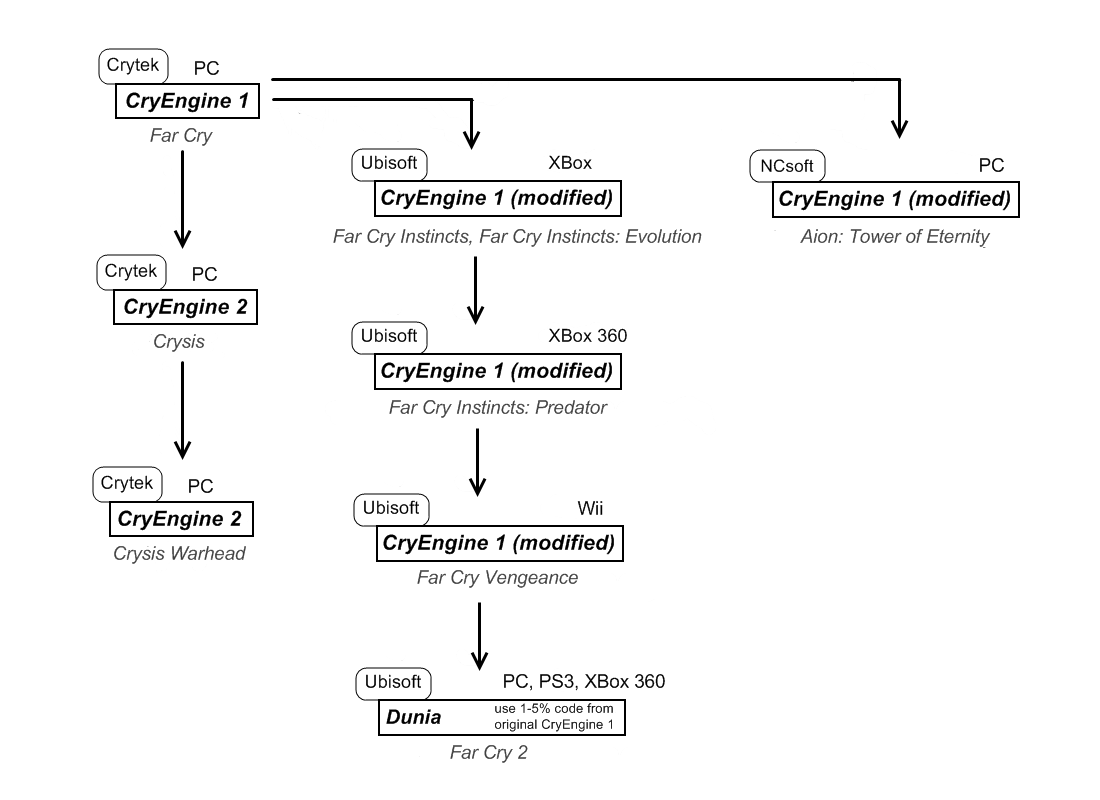
Эта схема иллюстрирует историю развития игровых движков серии CryEngine.

Световая полоса, проходящая через изображение, является результатом работы графического эффекта «Объёмные лучи»

В июле 2007 года компания Ubisoft официально анонсировала компьютерную игру Far Cry 2 и заявила, что игра будет основываться на новом движке под названием «Dunia Engine». Разработчиком игры и движка выступала Ubisoft Montreal, а издателем — Ubisoft. Тогда же было заявлено, что Far Cry 2 — PC-эксклюзив.
Согласно официальному интервью с Луи-Пьер Фараном (англ. Louis-Pierre Pharand), главным продюсером Far Cry 2, в движке Dunia Engine использовалось лишь 2—3 процента от кода движка CryEngine, разработанного немецкой компанией Crytek для Far Cry, так как код всего CryEngine был полностью переписан. Тем не менее, очевидно то, что именно CryEngine является основой Dunia Engine. В движок также встроены наработки улучшенных версий CryEngine, сделанных Ubisoft для отдельных частей FarCry (спин-оффов), таких как Far Cry Instincts.
4 января 2008 года было сделано официальное заявление о том, что Far Cry 2 разрабатывается также для игровых приставок Microsoft Xbox 360 и Sony PlayStation 3.
15 октября 2008 года игра Far Cry 2 отправилась на тиражирование («на золото»), став первой игрой, использующей Dunia Engine. Позже для Far Cry 2 были выпущены несколько патчей, которые улучшали саму игру и движок. 5 ноября 2008 года был выпущен патч 1.01, а 17 декабря 2008 года — патч 1.02.
1 декабря 2009 года во всём мире состоялся запуск продаж игры James Cameron's Avatar: The Game, которая является второй игрой, использующей «Dunia Engine». Игра вышла для консолей PlayStation 3, Xbox 360, PlayStation Portable, Wii и DS, а также для PC. James Cameron’s Avatar: The Game стала первой игрой, которая поддерживала стереоскопический режим отображения графики.
Данная, улучшенная версия движка является довольно ресурсоёмкой и требует относительно большую вычислительную производительность для нормального функционирования.
В конце ноября 2012 года состоялся выпуск Far Cry 3, созданной на обновлённом движке — Dunia Engine 2. Технология получила ряд улучшений, в числе которых улучшенный графический движок.

## Технические спецификации

### Общие характеристики
Dunia Engine имеет следующие особенности:
- Поддержка игровых приставок Microsoft Xbox 360 и Sony PlayStation 3 (а также PlayStation 4, Xbox One, PlayStation 5 и Xbox Series X/S — в Dunia Engine 2);
- Поддержка API DirectX 9, DirectX 10 и DirectX 10.1 (11 и 12 — в Dunia Engine 2)[14];
- Разрушаемое окружение;
- Динамическое распространение огня, которое также подвержено влиянию погодных условий;
- Динамическая растительность (англ. RealTree), включая рост и регенерацию растительности;
- Полные циклы дня и ночи, и реалистичная погода (улучшено в Dunia второй версии);
- Поддержка огромных открытых игровых пространств, не поделённых на отдельные уровни;
- Непрямое освещение и технология Radiosity (в Dunia второй версии добавлено также глобальное освещение (Global Illumination);
- Лицевая анимация (улучшено в Dunia второй версии);
- Поддержка технологии amBX от компании Philips, которая предназначается для создания дополнительных специальных эффектов и требует специального аппаратного и технического обеспечения;
- Незаскриптованный (англ. non-scripted) игровой искусственный интеллект;
- Динамическая система музыки.

### Редактор уровней
В комплекте с игрой Far Cry 2 (позднее, в более новой версии, с Far Cry 5) поставляется игровой редактор уровней.

### Стереоскопический режим
Вторая игра на Dunia Engine — James Cameron's Avatar: The Game — имеет поддержку стереоскопического режима отображения. В конце июля 2009 года Люк Дючейн (англ. Luc Duchaine), старший международный менеджер игры, заявил, что для того, чтобы была возможность использовать стереоскопический режим отображения, требуется подключение через HDMI и дисплей, который поддерживает частоту обновления 120 Hz. Тем не менее, в официальном сборнике ЧаВо по стереорежиму сказано, что для стереоскопического режима необходим специальный дисплей с маркировкой «3D-enabled». Игра поддерживает большинство стереоскопических форматов вывода для Xbox 360 и PlayStation 3, включая RealD, Sensio, side-by-side, line-interlaced и full checkerboard. На ПК также доступен стереорежим, причём, кроме вышеназванных форматов, дополнительно поддерживаются Nvidia 3D Vision и iZ3D.

## Игры, использующие Dunia Engine
- 2008 — Far Cry 2 (первая версия движка)
- 2009 — James Cameron's Avatar: The Game (улучшенный Dunia Engine)
- 2012 — Far Cry 3 (Dunia Engine 2)
- 2013 — Far Cry 3: Blood Dragon (Dunia Engine 2)
- 2014 — Far Cry 4 (улучшенный Dunia Engine 2)
- 2016 — Far Cry Primal (улучшенный Dunia Engine 2)
- 2018 — Far Cry 5 (улучшенный Dunia Engine 2)
- 2019 — Far Cry New Dawn (улучшенный Dunia Engine 2)
- 2021 — Far Cry 6 (улучшенный Dunia Engine 2)